# Polonia Sanz y Ferrer
Polonia Sanz y Ferrer, död 1892, var en spansk tandläkare. Hon blev 1849 den första kvinnliga tandläkaren i Spanien. 